# Ждани
Ждани́ — село в Україні, у Сенчанській сільській громаді Миргородського району Полтавської області. Населення становить 1004 осіб. До 2020 року орган місцевого самоврядування — Жданівська сільська рада.

## Географія
Село Ждани знаходиться на берегах річки Сулиця, вище за течією на відстані 3 км розташоване село Скоробагатьки, нижче за течією на відстані 3 км розташоване село Окіп (Лубенський район).

## Історія
На карті французького військового інженера Гійома Левассера де Боплана 1630-тих років с. Ждани позначено як значний населений пункт.
Найдавніша письмова згадка про село зустрічається у Переписних книгах 1666 року, де зазначено, що Ждани входили до Сенчанської сотні.
1691 року, 17 грудня Іван Мазепа дарує Стефану Петровському с. Ждани Сенчанської сотні.
Щодо виникнення села, за однією із версій, ще за часів Київської Русі було досить розповсюджене ім'я Ждан, яке вже у XVI — XVII століттях трансформувалось у козацькі прізвища. Наприклад у реєстрі Сенчанської сотні за 1649 рік зустрічаються козаки з прізвищами Ждан, Жадан, Жданко.
У 1744 році у селі збудовано дерев'яну церкву на мурованому цоколі на честь Введення у храм Пресвятої Богородиці. Проіснувала вона до 1864 року, коли на її місці звели нову цегляну церкву з прибудованою дзвіницею.
Під час проведеного радянською владою Голодомору 1932—1933 років померло щонайменше 229 жителів села.
Під час Другої світової війни у вересні 1941 року Ждани і його округа були ареною боїв військ Південно-Західного фронту в оточенні. 20 вересня 1941 року за 4 км на північний захід від села, біля хутора Дрюківщина в урочищі Шумейкове, гітлерівцями було оточено і знищено штаб та Військову Раду Південно-Західного фронту. У селі загинув командир 62-ї стрілецької дивізії полковник Тимошенко М. П. Місце його поховання невідоме. У селі дві братські і дві одиночні могили воїнів Червоної Армії, які загинули у вересні 1941 року.

## Населення
За Всесоюзним переписом 1926 року село входило до Сенчанського району було господарств 610, населення 2967 осіб, з яких 1445 чоловіків та 1522 жінок. 
Згідно з переписом УРСР 1989 року чисельність наявного населення села становила 1241 особа, з яких 522 чоловіки та 719 жінок.
За переписом населення України 2001 року в селі мешкало 998 осіб.

### Мова
Розподіл населення за рідною мовою за даними перепису 2001 року:
| Мова       | Кількість | Відсоток |
| ---------- | --------- | -------- |
| українська | 995       | 99.1%    |
| російська  | 8         | 0.8%     |
| румунська  | 1         | 0.1%     |
| Усього     | 1004      | 100%     |

## Економіка
- Молочно-товарна ферма.
- «Заповіт», сільгосппідприємство.

## Об'єкти соціальної сфери
- Дитячий садочок.
- Школа.
- Будинок культури.

## У мистецтві
Назва села згадується у романі Ліни Костенко «Берестечко»:
|  | О Дар-Надія! Ждани та Бояни. Іркліїв. Мліїв. Злобин. Веремій. Великий Стидин. Халеп'я. Холоп'є! Ліпляве братолюбних Балаклій. А он і Київ. Подивись — та пильно. Моя Вкраїно, ти це чи не ти? |

## Відомі люди
В Жданах народилися:
- Комарецька Любов Василівна (1897-1987) — українська актриса театру і кіно. Заслужена артистка УРСР.
- Манойленко Юлія Анатоліївна — українська поетеса, член НСПУ, авторка 7 поетичних книг, лауреат літературних премій.
- Петровський Василь Васильович — новатор виробництва, майстер модельного цеху, бригадир Коростенського фарфорового заводу імені Дзержинського Житомирської області. Депутат Верховної Ради УРСР 3-го скликання.
- Пономаренко Василь Дмитрович — поет, публіцист. Входив до Спілки письменників СРСР. Почесний громадянин міста Моздок.
- Пономаренко Микола — український філософ і письменник.
- Постоялко Людмила Андріївна — білоруський державний діяч, міністр охорони здоров'я Білорусі з 2002 по 2005 роки.
- Яременко Василь Михайлович — народний артист України, почесний громадянин міста Житомир.